# Église Saint-Théodule de Sion
Pour les articles homonymes, voir Église Saint-Théodule.
L'église Saint-Théodule est une église catholique située à Sion dans le canton du Valais en Suisse.

## Situation
L'église est située dans le centre historique de Sion, au sud de la cathédrale Notre-Dame.

## Histoire

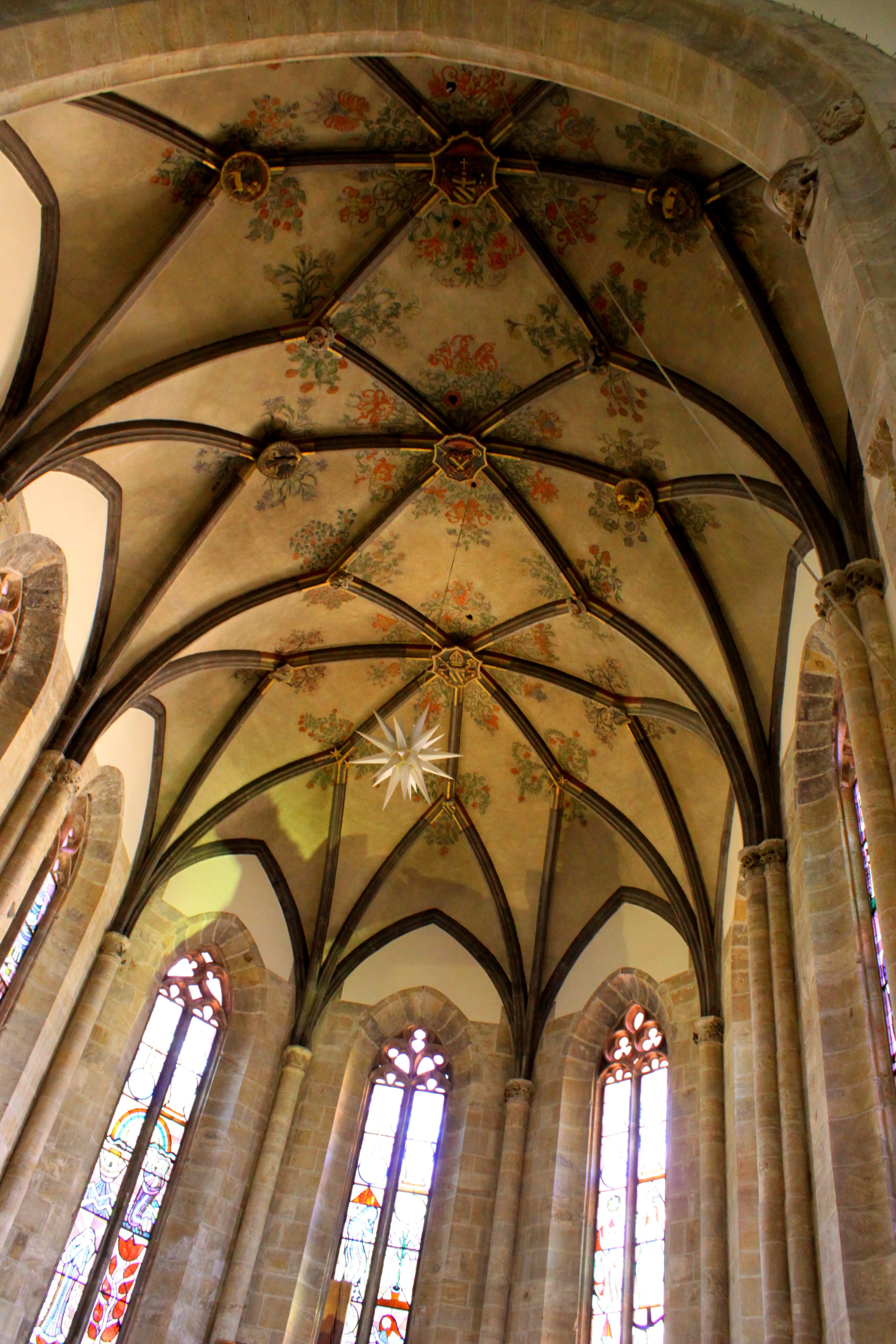
Voûte du chœur

Le bâtiment actuel a été construit de 1514 à 1516 à l'emplacement d'un édifice plus ancien.
La voûte du chœur (avant 1502-terminée en 1514), illustrations spectaculaire du style gothique flamboyant, est due à un maître bâtisseur de la Val Sesia, que l'on a longtemps identifié, mais par erreur semble-t-il, à Ulrich Ruffiner.
L'église est un bien culturel d'importance nationale.

## Description
L'édifice, de style gothique flamboyant, est orienté vers l'Est. Il se compose d'une nef unique terminée par un chœur polygonal.